# Bajo Džaković
Bajo Džaković (Svetozarevo, 27. maj 1960 — Jagodina, 2. oktobar 2018) bio je  srpski novinar, književnik i glavni urednik Informativnog portala Srpsko pero.

## Biografija
Rođen je 27. maja 1960. godine u Svetozarevu. Završio je Pedagošku akademiju u Jagodini, a potom Pravni fakultet (prvi stepen) u Kragujevcu.
Od 1975. godine objavljuje pesme, priče, književnu kritiku i publicistiku u preko sto glasila u zemlji i inostranstvu, a zastupljen je u više stotina antologija i književnih zbornika i prevođen na desetak evropskih jezika.
Objavio je preko 40 autorskih knjiga (od čega 28 knjiga poezije) i i priredio isto toliko antologija i književnih zbornika. Najpoznatije su mu pesničke knjige „Zar to ja pričam”, „Najlepša”, „Živo nebo” (izabrane pesme) „Pesme o snovima”, „Čemu poezija”, „Cepaj Katalinski” i „Pevam život svoj” (najlepši stihovi), potom „Antikvarnica i druge priče”, „Priča o pobratimu” (monodrama), „Knjiga sećanja”- 150 godina pozorišnog života u Jagodini, Antologije – Savremena književnost Pomoravlja i 30 godina „Srpskog pera” i druge.
Nagradjivan brojnim i značajnim književnim i društvenim nagradama i priznanjima (od Oktobarske nagrade grada Jagodine i nagrade „Svetozar Marković”, preko „Zlatnog Orfeja”, „Zlatne značke” Kulturno – prosvetne zajednice Srbije, „Zlatnog slova”, „Zlatne povelje „ Srpskog pera”, „Smelog cveta” itd. do nagrada „Ravaničanin”, „Blažo Šćepanović”, „Dušan Srezojević”, „Pesnička hrisovulja”, „Živojin Pavlović”, Počasne plakete UKS-a, nagrade Internacionalne Akademije „Ivo Andrić” za najbolju knjigu i drugih.
Bio je urednik više književnih glasila („Doba”, „Novo doba”, „Gambit”, „Dani” itd), predsednik Podružnice UKS-a za Pomoravski okrug u više mandata, a jedan je od osnivača i sadašnji umetnički direktor književnog festivala „Srpsko pero”.
Po njemu je nazvana Nagrada „Bajo Džaković”, prvi dobitnik bio je Branislav Zubović 2020. godine.